# Tetragnatha tuamoaa
Tetragnatha tuamoaa är en spindelart som beskrevs av Gillespie 2003. Tetragnatha tuamoaa ingår i släktet sträckkäkspindlar, och familjen käkspindlar.
Artens utbredningsområde är Sällskapsöarna. Inga underarter finns listade i Catalogue of Life.